# Eviota zebrina
Eviota zebrina es una especie de peces de la familia de los Gobiidae en el orden de los Perciformes.

## Morfología
Los machos pueden llegar a alcanzar los 2,5 cm de longitud total.

## Distribución geográfica
Se encuentra desde el Mar Rojo y el Golfo de Aqaba hasta Indonesia, Australia Occidental, la Gran Barrera de Coral y Tonga

## Observaciones
Es inofensivo para los humanos.